# Distretto di Machupicchu
Il distretto di Machupicchu è un distretto del Perù nella provincia di Urubamba (regione di Cusco) con 5.286 abitanti al censimento 2007 dei quali 4.446 urbani e 840 rurali.
È stato istituito il 1º ottobre 1941.
In questo distretto è presente il sito archeologico di Machu Picchu.

## Località
Il distretto è formato dall'insieme delle seguenti località:
- Macchupicchu Pueblo